# Guatambu (Birigui)
Guatambu é um povoado do município brasileiro de Birigui, no interior do estado de São Paulo.

## História

### Origem
O povoado se desenvolveu ao redor da estação ferroviária, inaugurada pela Estrada de Ferro Noroeste do Brasil em 07/08/1922.

## Geografia

### Localização
Localiza-se às margens da Estrada Vicinal Sen. Teotônio Vilela, bem na divisa dos municípios de Birigui e Araçatuba. Ao lado do povoado foi implantado o Condomínio Residencial Guatambu Park, loteamento fechado de alto padrão.